# Lancer (athlétisme)
Pour les articles homonymes, voir Lancer.
Le lancer est un type de disciplines d'athlétisme caractérisé par le jet d'un objet particulier : lancer du disque, lancer du javelot, lancer du marteau et lancer du poids. La taille et la forme de l'engin sont différentes selon les catégories.
La mesure se fait au centimètre près, de la ligne de lancer au point du premier impact. Pour valider un lancer, l'athlète doit envoyer l'engin en restant dans l'aire de lancement sans franchir la ligne de lancer. De plus au javelot, un lancer n'est pas validé si la queue touche le sol en premier.

## Caractéristiques
| Épreuves         | Hommes   | Femmes   |
| ---------------- | -------- | -------- |
| Catégorie senior |          |          |
| Marteau          | 7,260 kg | 4 kg     |
| Disque           | 2 kg     | 1 kg     |
| Javelot          | 0,800 kg | 0,600 kg |
| Poids            | 7,260 kg | 4 kg     |

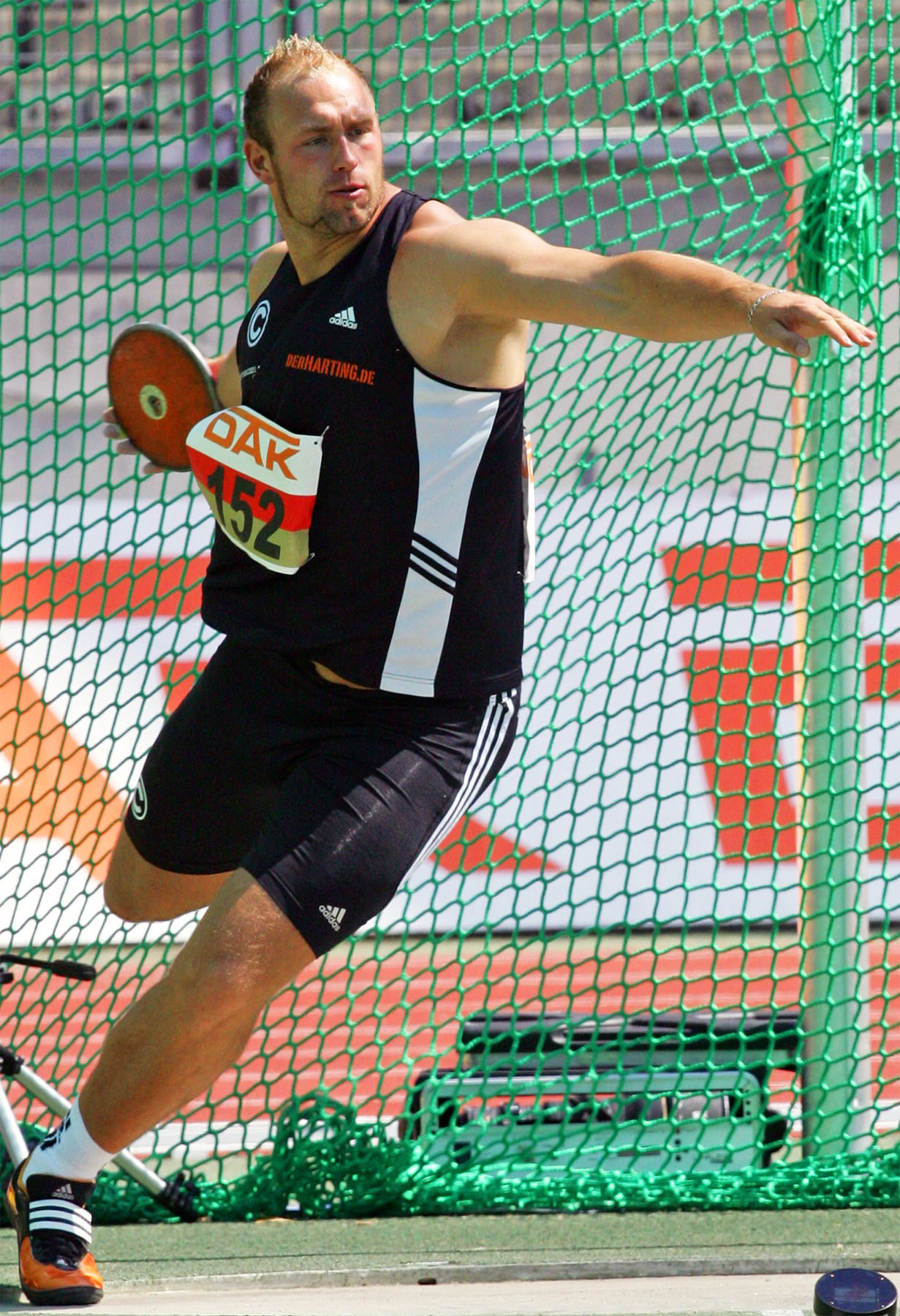
Lancer du disque.
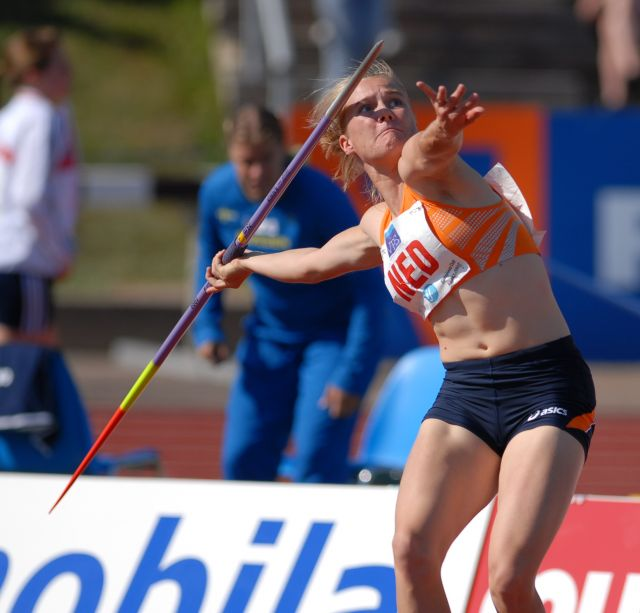
Lancer du javelot.
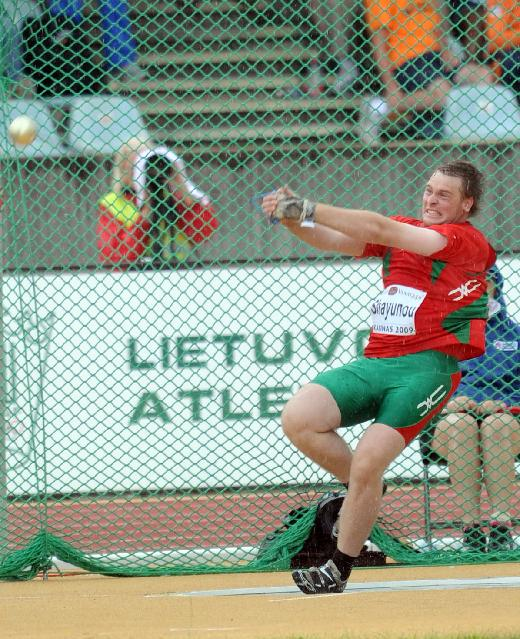
Lancer du marteau.
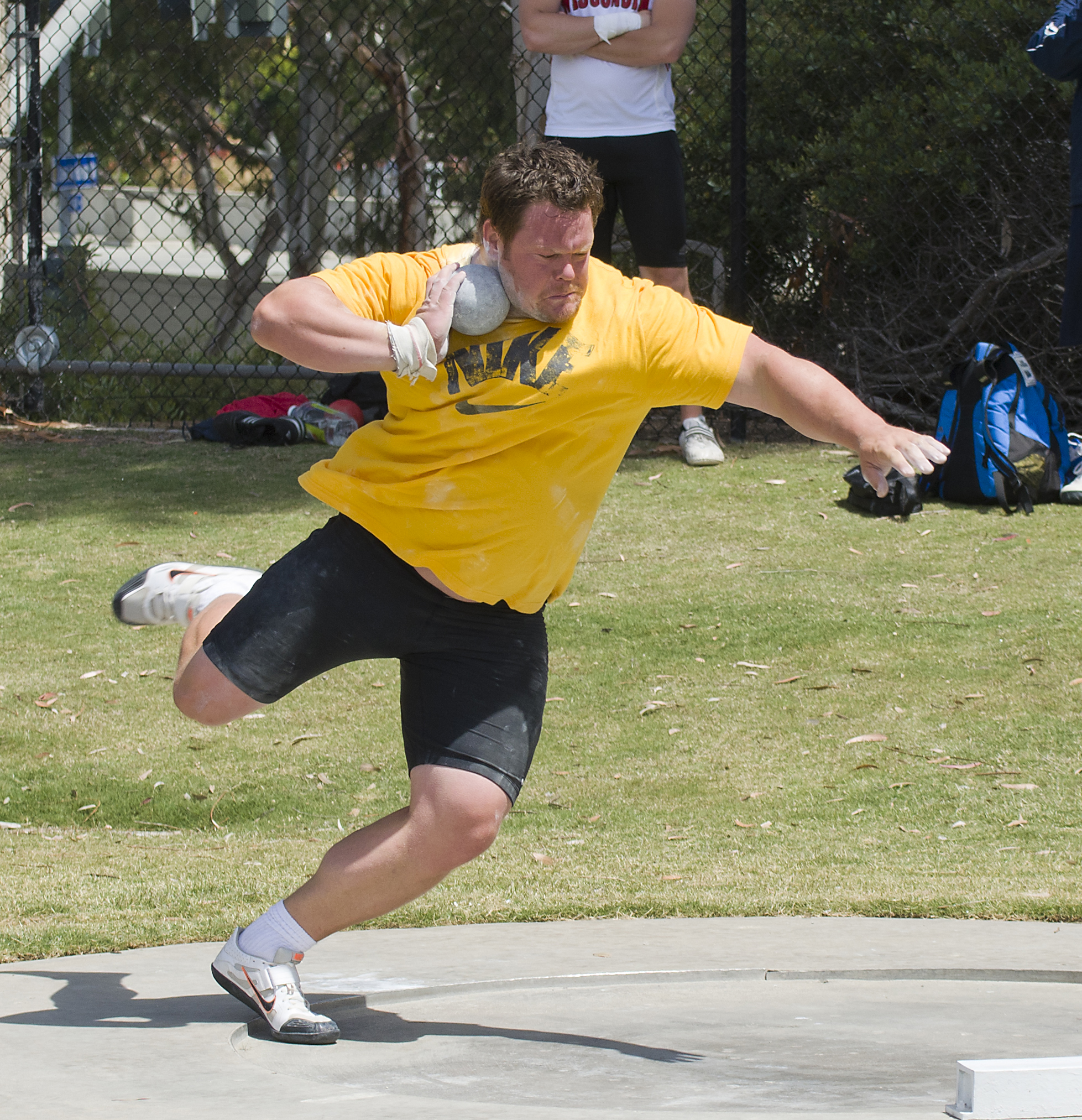
Lancer du poids.